# Selfie (canción)
«Selfie» —en español: ‘Autofoto’— y estilizada como «#SELFIE»— es una canción realizada por el dúo estadounidense The Chainsmokers. Fue lanzada como sencillo el 28 de enero de 2014 por el sello Dim Mak Records. Incluye las voces de Alexis Killacam, aunque sin acreditarse. La canción fue comparada con el impacto viral que tuvo «Harlem Shake» de Baauer en 2013.

## Antecedentes y promoción
El dúo había notado cómo la palabra selfie se había convertido últimamente en una tendencia y querían sacar provecho de ella. Para ello, realizaron un demo de la canción con un monólogo de una mujer clubber sobre como sacarse buenas autofotos mediante un teléfono móvil.
Se inspiraron mientras veían a las chicas que asisten a las discotecas en la noche de Nueva York. Al momento de componer la canción, querían incorporar la frase "vamos a tomarnos una selfie" ("let's take a selfie") de alguna manera. A su vez, querían incluir un monólogo especialmente de chicas en la que relatan sus expectativas y su comportamiento a la hora de una salida nocturna.
Inicialmente colgaron la pista en su cuenta de SoundCloud por la que obtuvo gran popularidad debido al gran número de reproducciones. El dúo también publicó fragmentos de la canción a su cuenta de SoundCloud, junto con otros mensajes en redes sociales como Instagram.
También acrecentó su popularidad debido a que la presentadora estadounidense Ellen DeGeneres se realizó varios autofotos con varias celebridades en la ceremonia de los Premios Óscar.

## Video musical
También se creó un video musical de la canción con producción, dirección y edición de Taylor Stephens e Ike Love Jones. También contó con la colaboración de la compañía de marketing Theaudience proponiéndoles a los Chainsmokers y a Steve Aoki diseñar un video enfocado en los medios sociales. Se puso en marcha una convocatoria de selfies con el fin de incorporarlas al video musical. Para ello, crearon un video instructivo en YouTube. Según uno de los miembros del dúo, Alex Pall: "el video de por sí tenía este concepto viral, lo que sin duda ayudó a aumentar su masividad". El video se desarrolla durante una presentación en vivo de Steve Aoki, quien respalda al dúo mediante su discográfica Dim Mak.
Estas escenas se intercalan con una conversación entre dos amigas en el baño de una discoteca mientras se arreglan para tomarse una selfie frente al espejo antes de volver a la pista de baile y una larga serie de autofotos de algunos artistas, fanáticos y personajes de Internet. Entre las celebridades se encuentran a artistas como A-Trak, Krewella, Cash Cash, Audien, Adrian Lux, NERVO, 3LAU, Timeflies, Snoop Dogg y los actores Ian Somerhalder, Jessica Szohr, Josh Peck  y David Hasselhoff que autorizaron que sus fotos fueran usadas en el video.

## Composición
«#Selfie» es una canción dance pop, y lo que actualmente se conoce como EDM que es principalmente instrumental, aunque cuenta con versículos de una voz femenina a cargo de Alexis Killacam. La canción gira en torno a una conversación entre una jovencita y sus amigas en una discoteca, en la que cuentan su obsesión de como sacarse buenas autofotos y subirlas a su cuenta de Instagram, mientras critica a otras personas que se encuentran en la misma, incluyendo su vestimenta. En una de sus quejas, menciona su disconformismo con el DJ de la discoteca, al escuchar que sigue poniendo «Summertime Sadness», la canción de Lana del Rey, aun cuando no están en verano. A la vez nombra continuamente a un chico llamado Jason, con la que tiene un relación de amor/odio. Cada monólogo concluye con la frase "deja que me tome una selfie". Los Chainsmokers explicaron su intención inicial con "Selfie" fue la de volver a crear el efecto viral similar al de "Harlem Shake". La estructura de la misma ha sido comparado con el éxito de 1982, "Valley Girl" de Frank Zappa y su hija, Moon Unit Zappa.

## Rendimiento comercial
En los Estados Unidos, inicialmente ingresó en las listas de música dance de Billboard, específicamente en el Dance/Electronic Songs en el número 19, registrando un total de 9 000 descargas digitales en su primera semana de ventas, según Nielsen SoundScan. A la siguiente semana, vendió otras 53 000 descargas digitales logrando debutar en el número 55 en la lista del Billboard Hot 100, convirtiéndose en el debut más alto en aquella semana. Las ventas hicieron escalar hasta el número 6 del Dance/Electronic Songs y número 3 en el Dance/Electronic Digital Songs. Además, logró debutar en la séptima ubicación del Dance/Mix Show Airplay, convirtiéndose en la sexta canción en 11 años de historia de la lista en alcanzar un debut entre los diez primeros y la primera desde que Lady Gaga ingresó en el número seis con "Alejandro" en mayo de 2010. En su tercera semana desde su lanzamiento, la canción vendió otras 88 000 descargas (un aumento del 64 %) ingresando en la lista de las diez más populares de la lista Hot Digital Songs. En el Hot 100, la canción ascendió consecutivamente al número 28. También logró ingresar en la lista más importante de música dance, el Hot Dance Club Songs en el número 33. Hasta marzo de 2014, la canción ha vendido un total de 180.000 descargas digitales. En su cuarta semana llegó a vender otras 111 000 descargas digitales ascendiendo hasta el número 18 del Hot 100. Alcanzó finalmente el número 16 siendo su punto máximo. También logró liderar de la lista Dance/Electronic Songs, y llegó hasta la cuarta ubicación del Hot Dance Club Songs.
En el Reino Unido, debutó en el número 115 en la lista de sencillos y ascendió al número 42 en la semana posterior. Alcanzó su punto máximo ubicándose en el número 11 en el Reino Unido y en el número 7 en Escocia. En Australia hizo su debut en la lista de sencillos en el número catorce 98 y alcanzó el número 30 en su segunda semana en la lista. En su tercera semana ingresó a la lista de los diez primeros posicionándose en la séptima ubicación y en las semanas siguientes logró ubicarse en el número 3 recibiendo la certificación de oro. En los países escandinavos, se instaló con apenas un par de semanas desde su ingresó en el top 5. En Finlandia logró liderar su lista de sencillos. Además ocupó los primeros lugares en iTunes y portales digitales como Beatport y HypeM.

## Lista de canciones
| Sencillo en CD |                          |          |  |
| N.º            | Título                   | Duración |  |
| 1.             | «#Selfie» (Original Mix) | 3:04     |  |
| 2.             | «#Selfie» (Club Mix)     | 4:01     |  |

| Descarga digital (Remixes) |                               |          |  |
| N.º                        | Título                        | Duración |  |
| 1.                         | «#Selfie» (Will Sparks Remix) | 3:52     |  |
| 2.                         | «#Selfie» (Botnek Remix)      | 3:36     |  |
| 3.                         | «#Selfie» (Caked Up Remix)    | 3:15     |  |

## Posicionamiento en listas y certificaciones
| País            | Lista (2014)            | Mejor posición |
| --------------- | ----------------------- | -------------- |
| Alemania        | Media Control AG        | 38             |
| Australia       | ARIA Charts             | 3              |
| Austria         | Ö3 Austria Top 40       | 16             |
| Bélgica         | Ultratop 50 flamenca    | 14             |
| Bélgica         | Ultratop 50 valona      | 24             |
| Canadá          | Canadian Hot 100        | 13             |
| Dinamarca       | Tracklisten             | 9              |
| Escocia         | Scottish Singles Top 40 | 7              |
| Eslovaquia      | Singles Digitál Top 100 | 27             |
| España          | PROMUSICAE              | 45             |
| Estados Unidos  | Billboard Hot 100       | 16             |
| Estados Unidos  | Pop Songs               | 14             |
| Estados Unidos  | Hot Dance Club Songs    | 4              |
| Estados Unidos  | Dance/Electronic Songs  | 1              |
| Finlandia       | OFC                     | 1              |
| Francia         | SNEP Charts             | 55             |
| Irlanda         | Irish Singles Chart     | 14             |
| Noruega         | VG-lista                | 3              |
| Nueva Zelanda   | Recorded Music NZ       | 12             |
| Países Bajos    | Dutch Top 40            | 9              |
| Reino Unido     | UK Singles Chart        | 11             |
| Reino Unido     | UK Dance Chart          | 5              |
| República Checa | Singles Digitál Top 100 | 10             |
| Suecia          | Sverigetopplistan       | 2              |
| Suiza           | Schweizer Hitparade     | 33             |

| País           | Lista (2014)           | Posición |
| -------------- | ---------------------- | -------- |
| Australia      | ARIA Singles Chart     | 100      |
| Bélgica        | Ultratop flamenca      | 80       |
| Bélgica        | Ultratop valona        | 89       |
| Canadá         | Canadian Hot 100       | 86       |
| Dinamarca      | Hitlisten              | 48       |
| Estados Unidos | Dance/Electronic Songs | 14       |
| Países Bajos   | Nederlandse Top 40     | 74       |
| Suecia         | Sverigetopplistan      | 29       |

## Certificaciones
| País           | Organismo certificador | Certificación | Simbolización | Ventas  | Ref.   |
| -------------- | ---------------------- | ------------- | ------------- | ------- | ------ |
| Australia      | ARIA                   | Platino       | ▲             | 70 000  | [ 44 ] |
| Canadá         | Music Canada           | Platino       | ▲             | 80 000  | [ 45 ] |
| Dinamarca      | IFPI Dinamarca         | Platino       | ▲             | 30 000  | [ 46 ] |
| Estados Unidos | RIAA                   | Platino       | ▲             | 1 000   | [ 47 ] |
| Italia         | FIMI                   | Platino       | ▲             | 30 000  | [ 48 ] |
| Reino Unido    | BPI                    | Plata         | ♦             | 200 000 | [ 49 ] |
| Suecia         | IFPI Suecia            | 3× Platino    | 3▲            | 120 000 | [ 50 ] |